# Макдональд, Роберт
Роберт Алан Макдональд (англ. Robert Alan McDonald; род. 20 июня 1953, Гэри, Индиана) — американский предприниматель и политик, министр по делам ветеранов США в кабинете Барака Обамы (2014—2017).

## Биография

### Ранние годы
В 1975 году получил степень бакалавра наук в военной академии США (Вест-Пойнт), а в 1978 году — степень магистра делового администрирования в Школе бизнеса Университета Юты.
С 1975 по 1980 год проходил военную службу, преимущественно в 82-й воздушно-десантной дивизии, получил звание капитана. Прошёл полный курс подготовки рейнджеров, в том числе обучен действиям в джунглях, в арктических и в пустынных условиях. Получил квалификацию старшего парашютиста и инструктора парашютного дела воздушно-десантных войск. Макдональд получил нашивку рейнджера как выпускник школы рейнджеров, но никогда не служил в батальоне рейнджеров или в каком-либо ином подразделении специального назначения.

### Деловая карьера
В 1980 году начал свою карьеру в Procter & Gamble, работал сначала в нескольких местных отделениях, в 1991 году занял должность вице-президента Южного Тихоокеанского отделения на Филиппинах, с 1996 — региональный вице-президент компании в Японии, а в 1999 году стал вице-президентом и президентом отделения Северо-Восточной Азии. В 2001 году продвинулся до руководящей должности в головном офисе — стал президентом по вопросам глобального производства и обслуживания (President of Global Fabric & Home Care) и одновременно вице-президентом по глобальным операциям. 1 июля 2004 года назначен заместителем председателя совета директоров по глобальным операциям, в 2007 году стал главным операционным директором. 1 июля 2009 года назначен главным исполнительным директором и президентом Procter & Gamble Company, после отставки с 23 мая по 30 июня 2013 года оставался советником. Макдональд возглавил компанию в разгар мирового экономического кризиса, и начал с предложения совету директоров инвестиционной программы в объёме 10 млрд долларов. Тем не менее, акционеры остались недовольны финансовыми результатами корпорации в период его управления.

### В кабинете Барака Обамы
30 июня 2014 года президент Обама предложил кандидатуру Роберта Макдональда для замещения должности министра по делам ветеранов США, и 29 июля 2014 года Сенат единогласно утвердил это назначение 97 голосами.
В числе первых объявленных мер Макдональда были планы увеличения численности персонала ведомства на 28 тыс. человек, с целью сокращения сроков ожидания ветеранами необходимого лечения, и индексирование оплаты труда медицинского персонала, замороженной с октября 2009 года в рамках программы экономии в федеральных структурах.